# Санкті-Спіритус
Са́нкті-Спіритус (ісп. Sancti Spíritus, «Святий Дух») — муніципалітет і місто на Кубі, Санкті-Спіритуська провінція. Адміністративний центр провінції. Культурний і туристичний центр.

## Клімат
Місто знаходиться у зоні, котра характеризується кліматом тропічних саван. Найтепліший місяць — липень із середньою температурою 27.2 °C (81 °F). Найхолодніший місяць — січень, із середньою температурою 22.2 °С (72 °F).
| Клімат Санкті-Спіритуса | Клімат Санкті-Спіритуса | Клімат Санкті-Спіритуса | Клімат Санкті-Спіритуса | Клімат Санкті-Спіритуса | Клімат Санкті-Спіритуса | Клімат Санкті-Спіритуса | Клімат Санкті-Спіритуса | Клімат Санкті-Спіритуса | Клімат Санкті-Спіритуса | Клімат Санкті-Спіритуса | Клімат Санкті-Спіритуса | Клімат Санкті-Спіритуса | Клімат Санкті-Спіритуса |
| Показник                | Січ.                    | Лют.                    | Бер.                    | Квіт.                   | Трав.                   | Черв.                   | Лип.                    | Серп.                   | Вер.                    | Жовт.                   | Лист.                   | Груд.                   | Рік                     |
| Абсолютний максимум, °C | 32                      | 32                      | 33                      | 35                      | 36                      | 40                      | 38                      | 36                      | 35                      | 35                      | 35                      | 32                      | 40                      |
| Середній максимум, °C   | 26                      | 26                      | 28                      | 28                      | 30                      | 30                      | 30                      | 31                      | 30                      | 29                      | 27                      | 26                      | 28                      |
| Середня температура, °C | 22                      | 22                      | 23                      | 25                      | 26                      | 26                      | 27                      | 27                      | 26                      | 26                      | 24                      | 22                      | 25                      |
| Середній мінімум, °C    | 17                      | 17                      | 19                      | 20                      | 22                      | 23                      | 23                      | 23                      | 22                      | 22                      | 20                      | 18                      | 21                      |
| Абсолютний мінімум, °C  | 5                       | 7                       | 10                      | 12                      | 14                      | 18                      | 20                      | 18                      | 20                      | 16                      | 12                      | 7                       | 5                       |
| Норма опадів, мм        | 30                      | 40                      | 40                      | 60                      | 210                     | 270                     | 190                     | 200                     | 190                     | 220                     | 50                      | 20                      | 1550                    |
| ----------------------- | ----------------------- | ----------------------- | ----------------------- | ----------------------- | ----------------------- | ----------------------- | ----------------------- | ----------------------- | ----------------------- | ----------------------- | ----------------------- | ----------------------- | ----------------------- |
| Джерело: Weatherbase    |                         |                         |                         |                         |                         |                         |                         |                         |                         |                         |                         |                         |                         |

## Історія
Одне з найстаріших європейських поселень на Кубі — місто було започаткований 19 січня 1514 року Дієго Веласкесом де Куельяром. Спочатку місто знаходилось на річці Туінуку, в районі сучасного Пуебло-Велья, але у 1522 році був перенесено на 8 км, на річку Яябо, до свого сучасного розташування.

## Демографія
| Рік перепису | 1861   | 1899   | 1907   | 1919   | 1931   | 1943   | 1953   | 2004    |
| ------------ | ------ | ------ | ------ | ------ | ------ | ------ | ------ | ------- |
| Населення    | 12 853 | 12 696 | 17 440 | 23 572 | 21 934 | 28 262 | 37 741 | 133 843 |

## Світлини

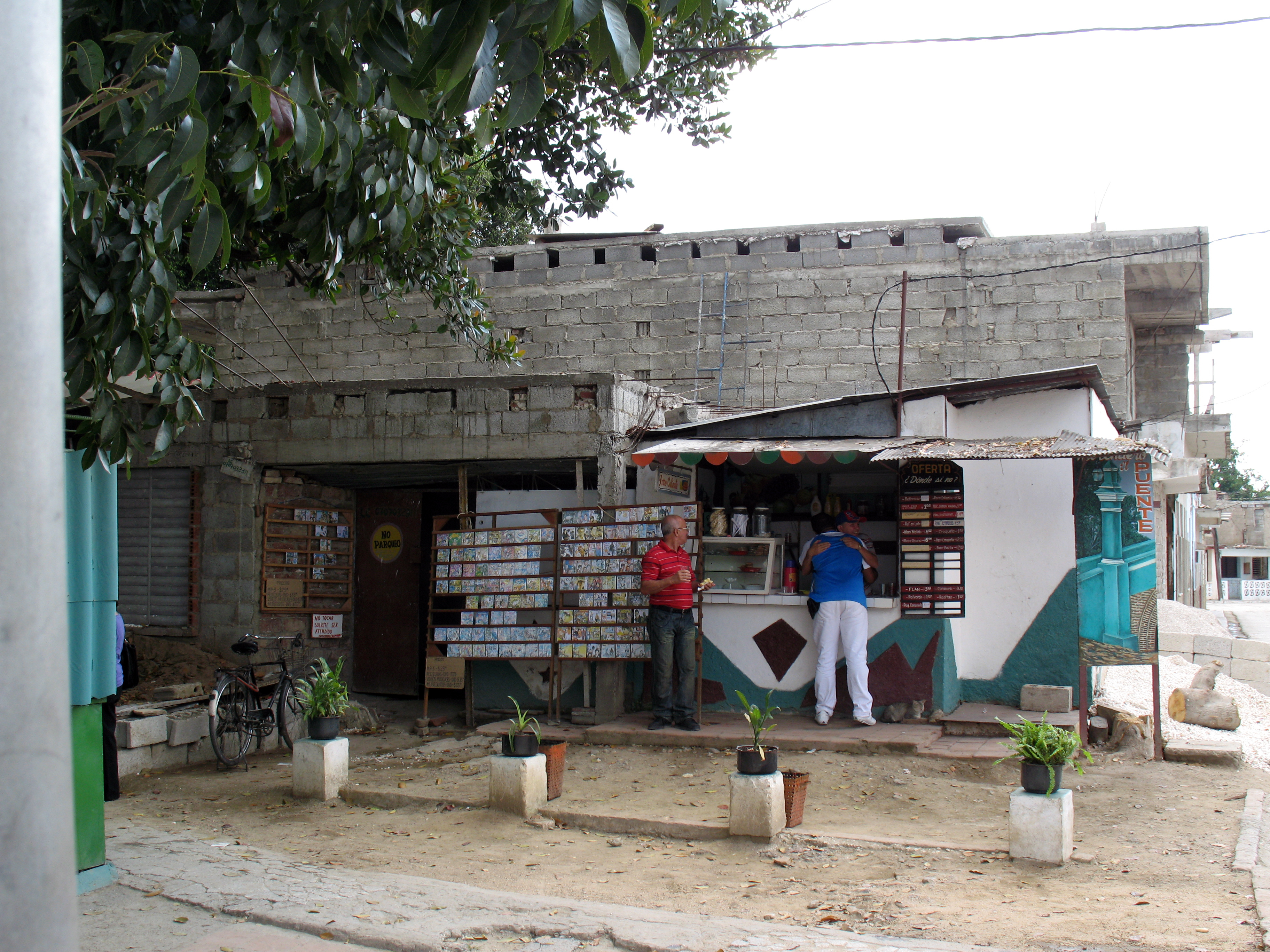
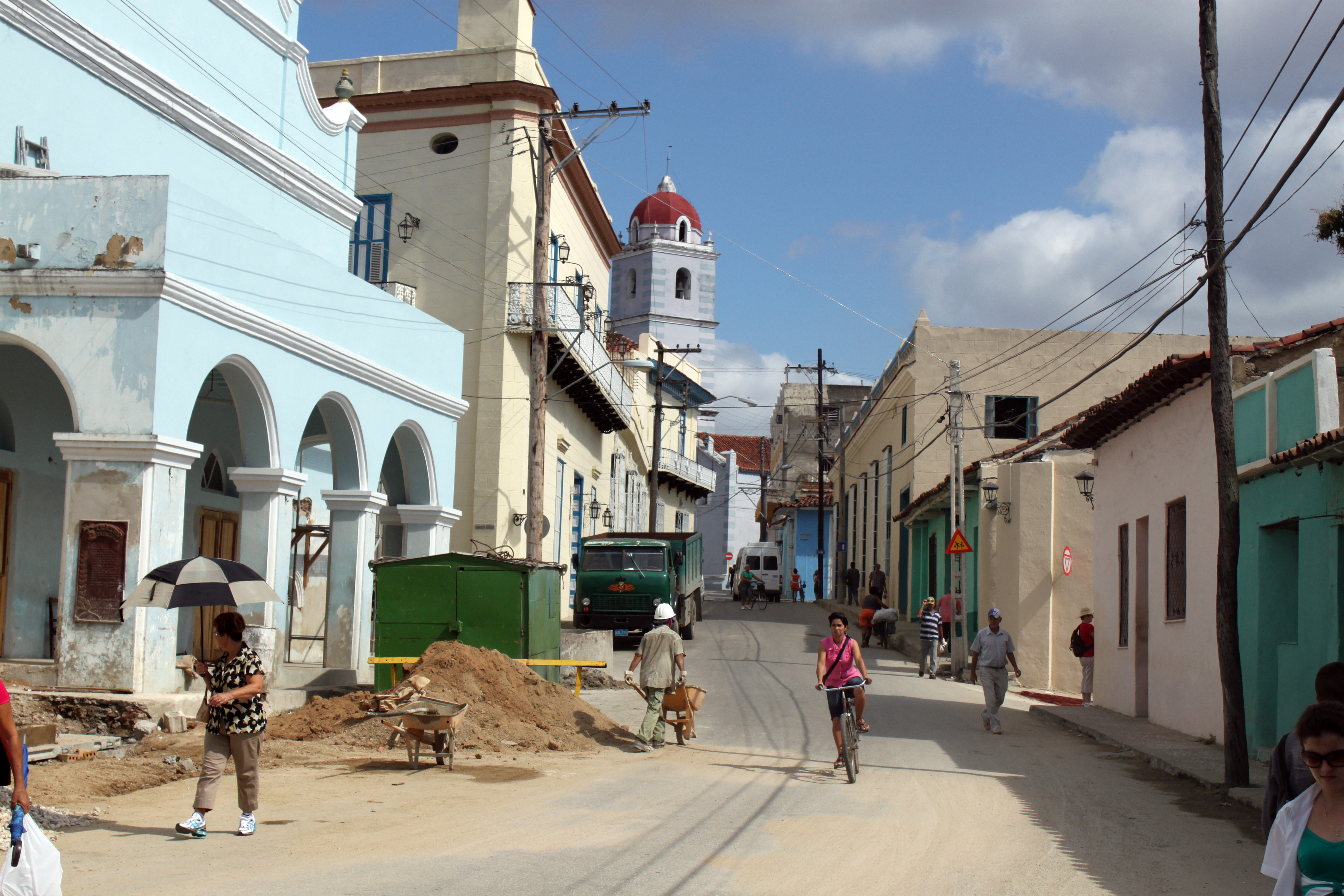
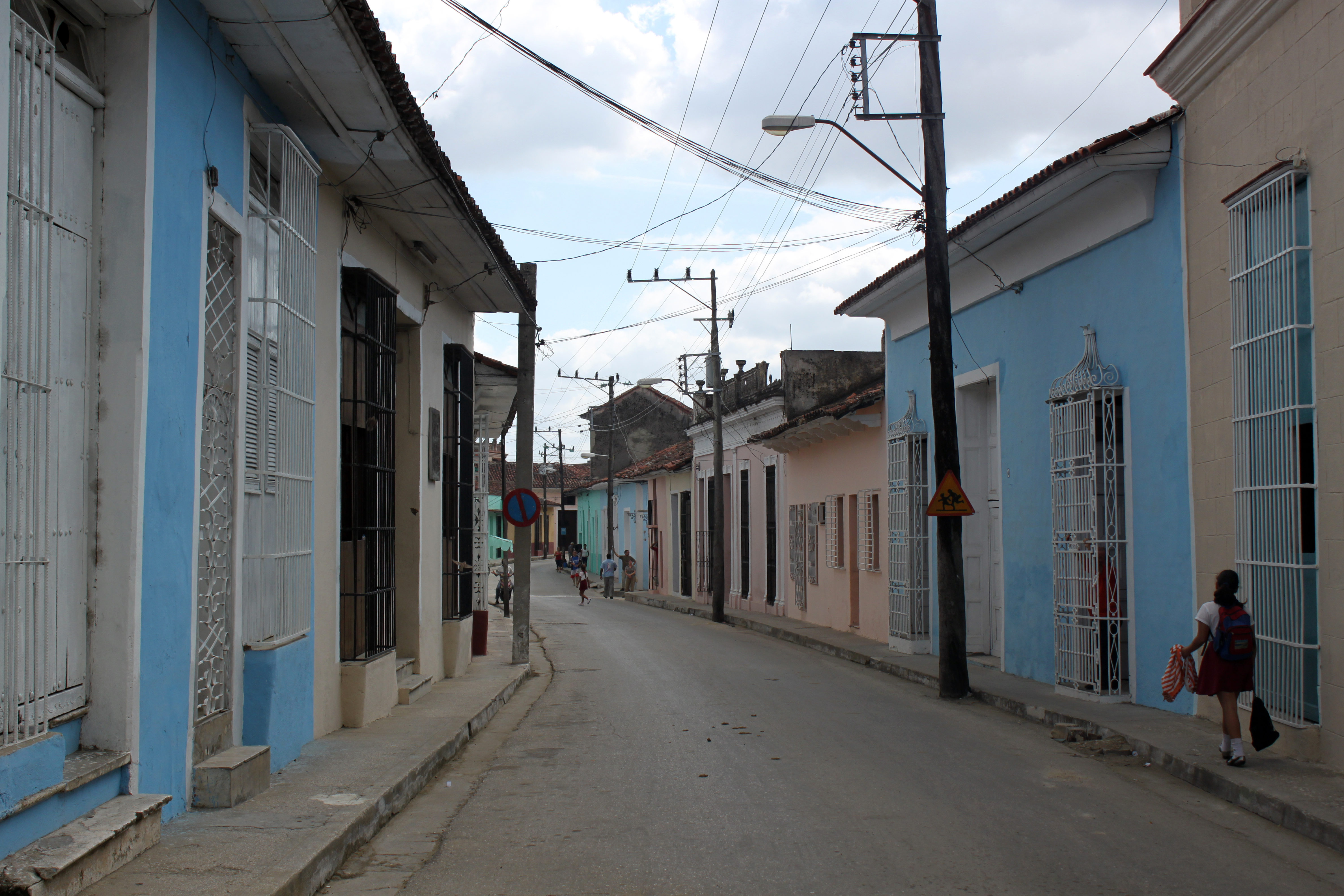
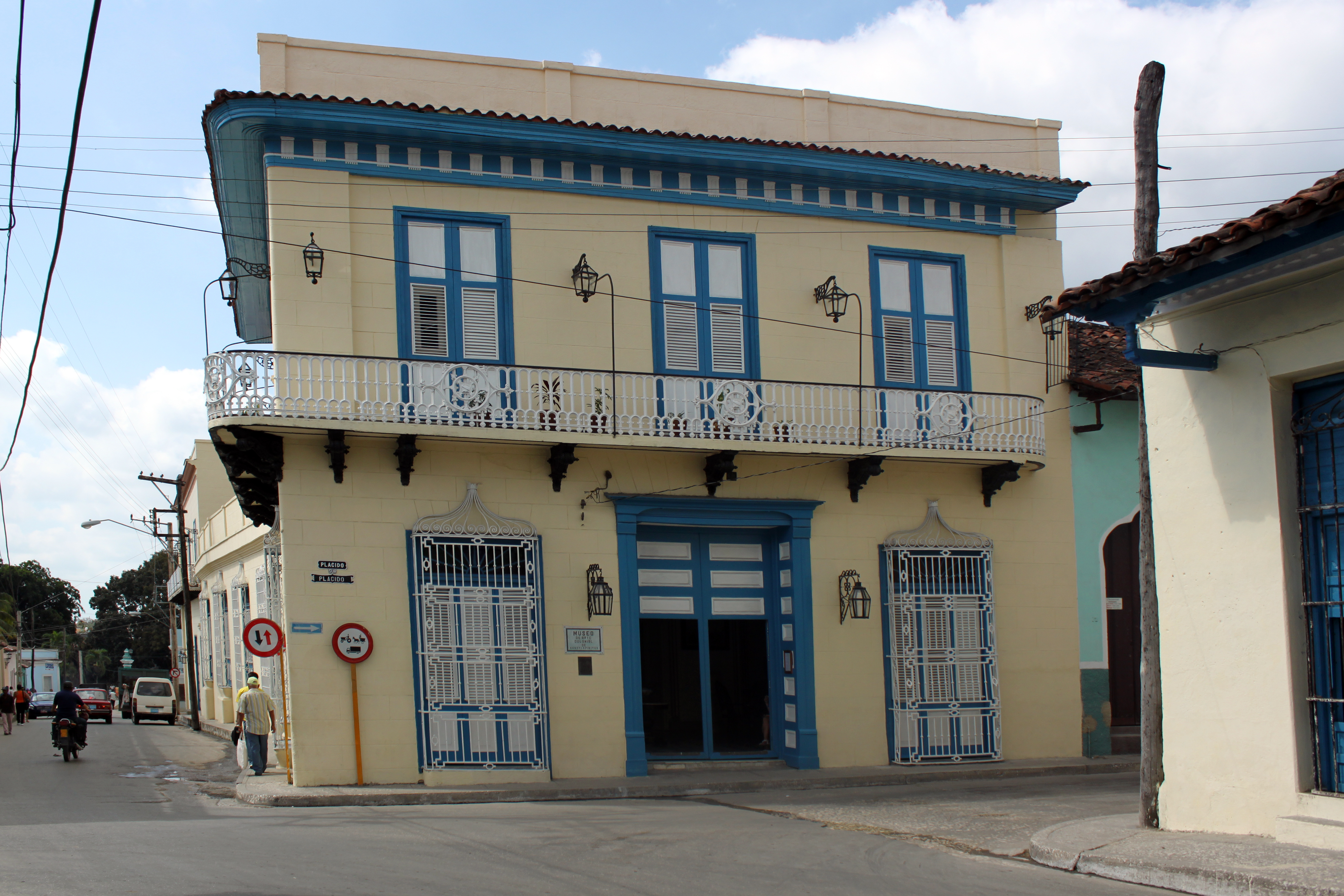
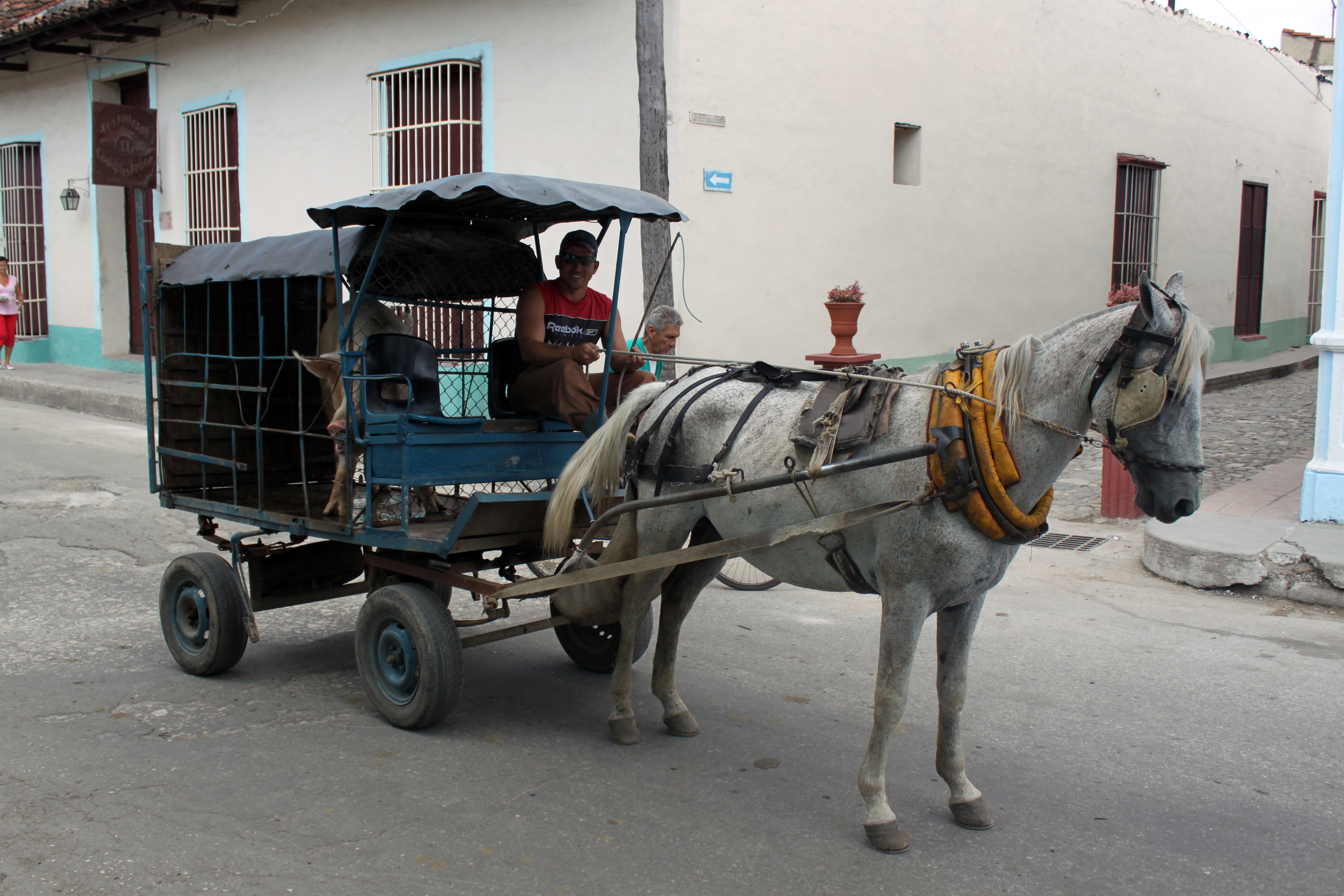
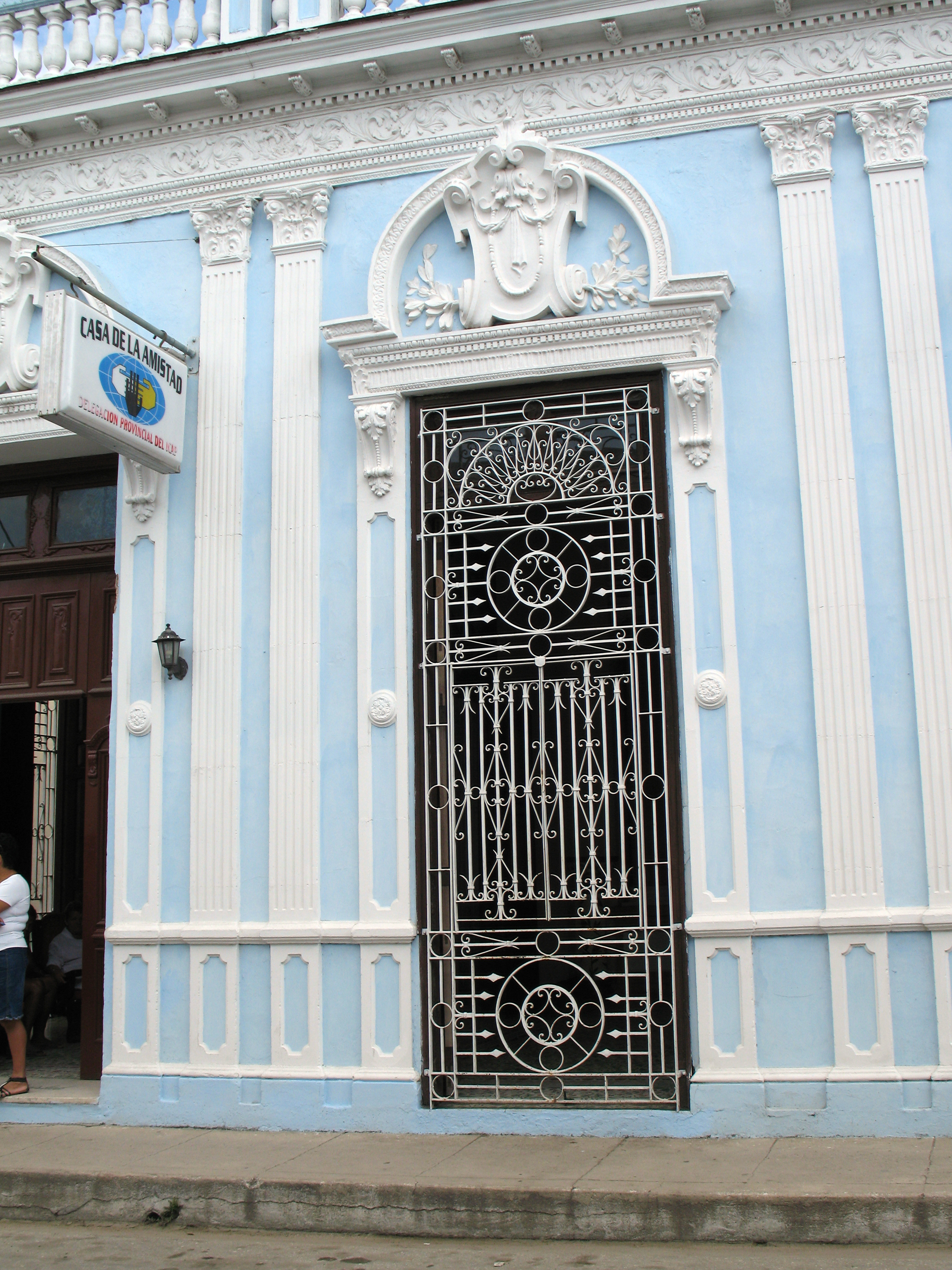
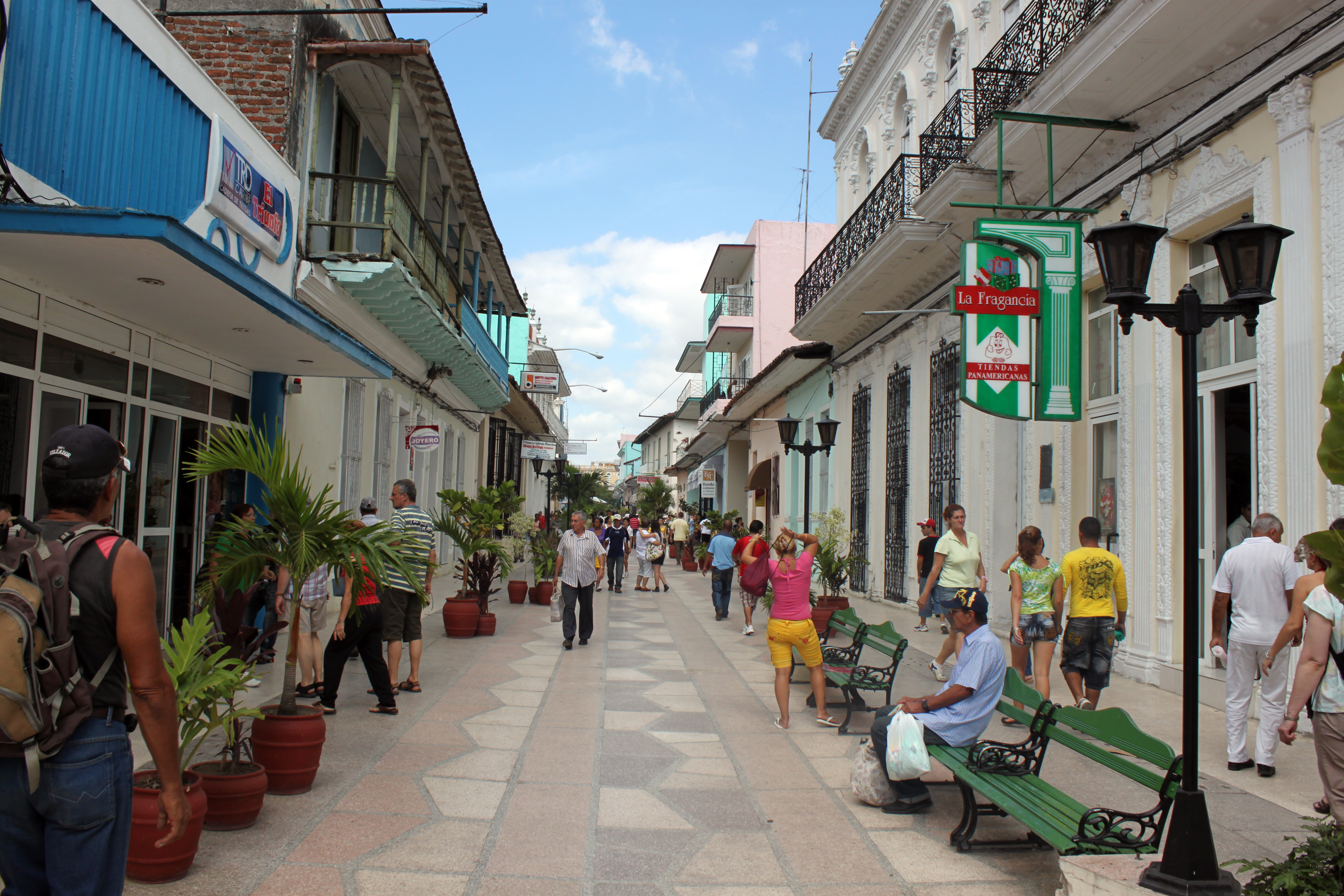
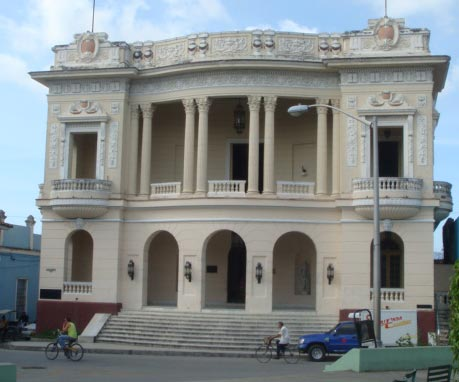
Бібліотека
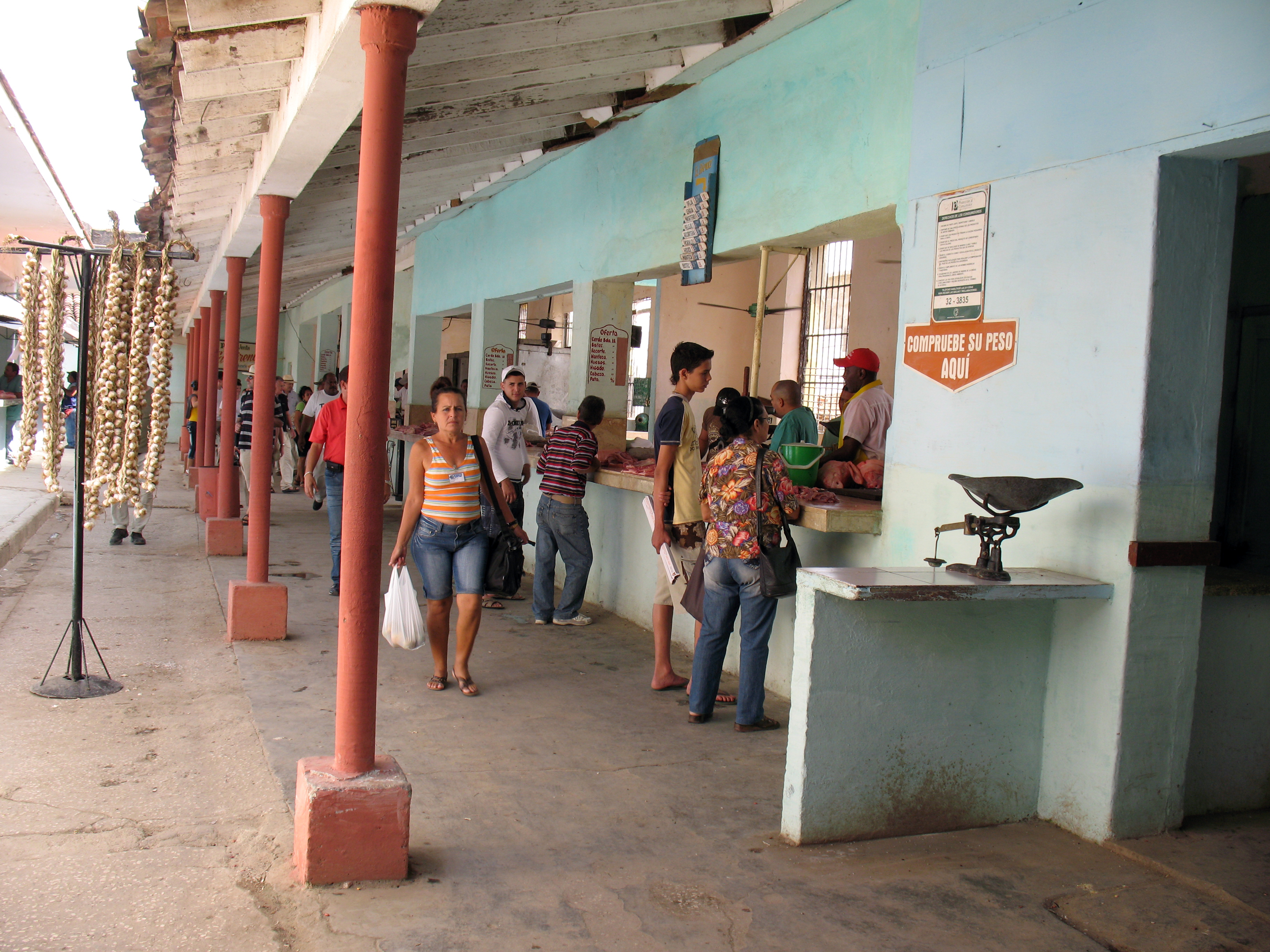
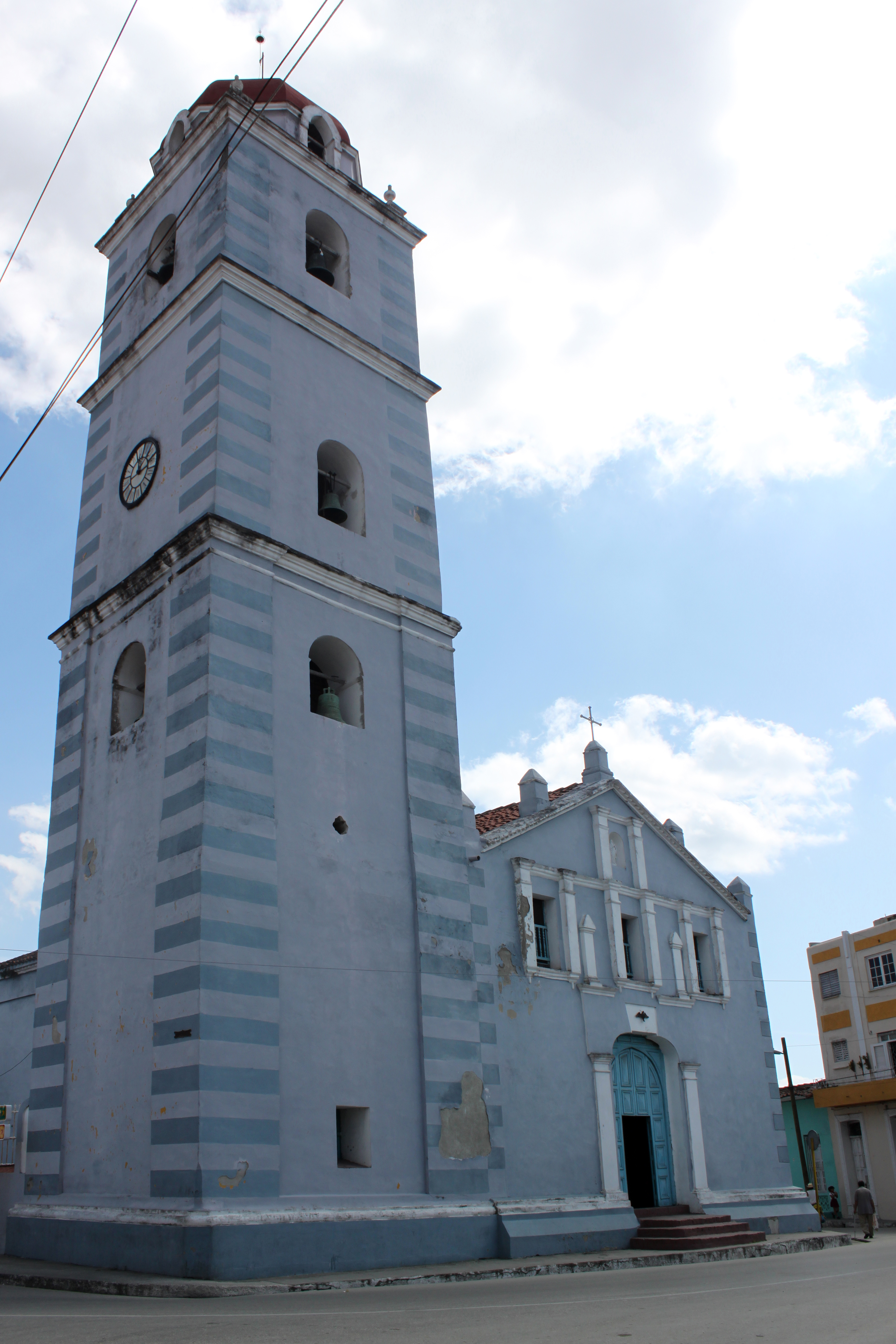
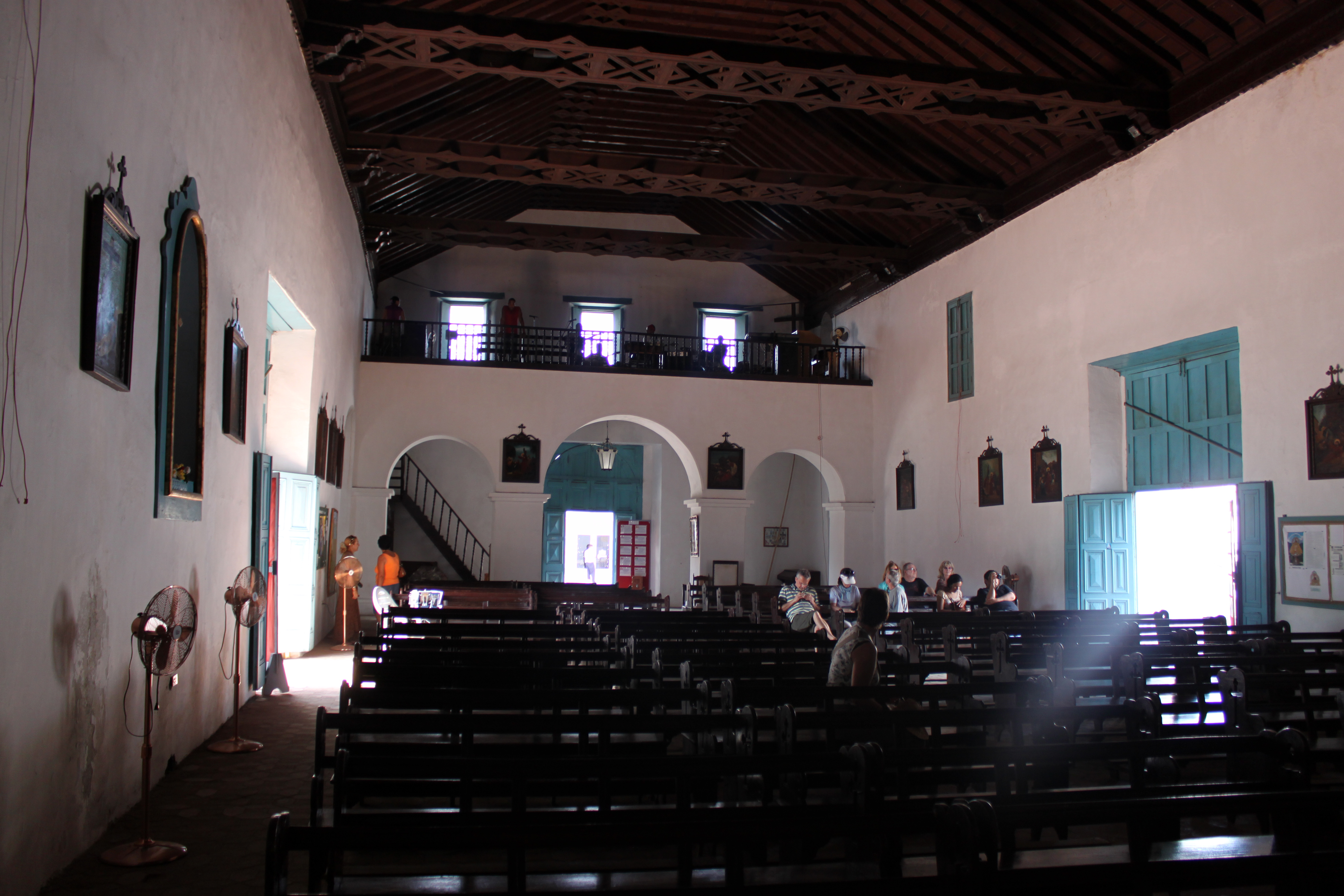
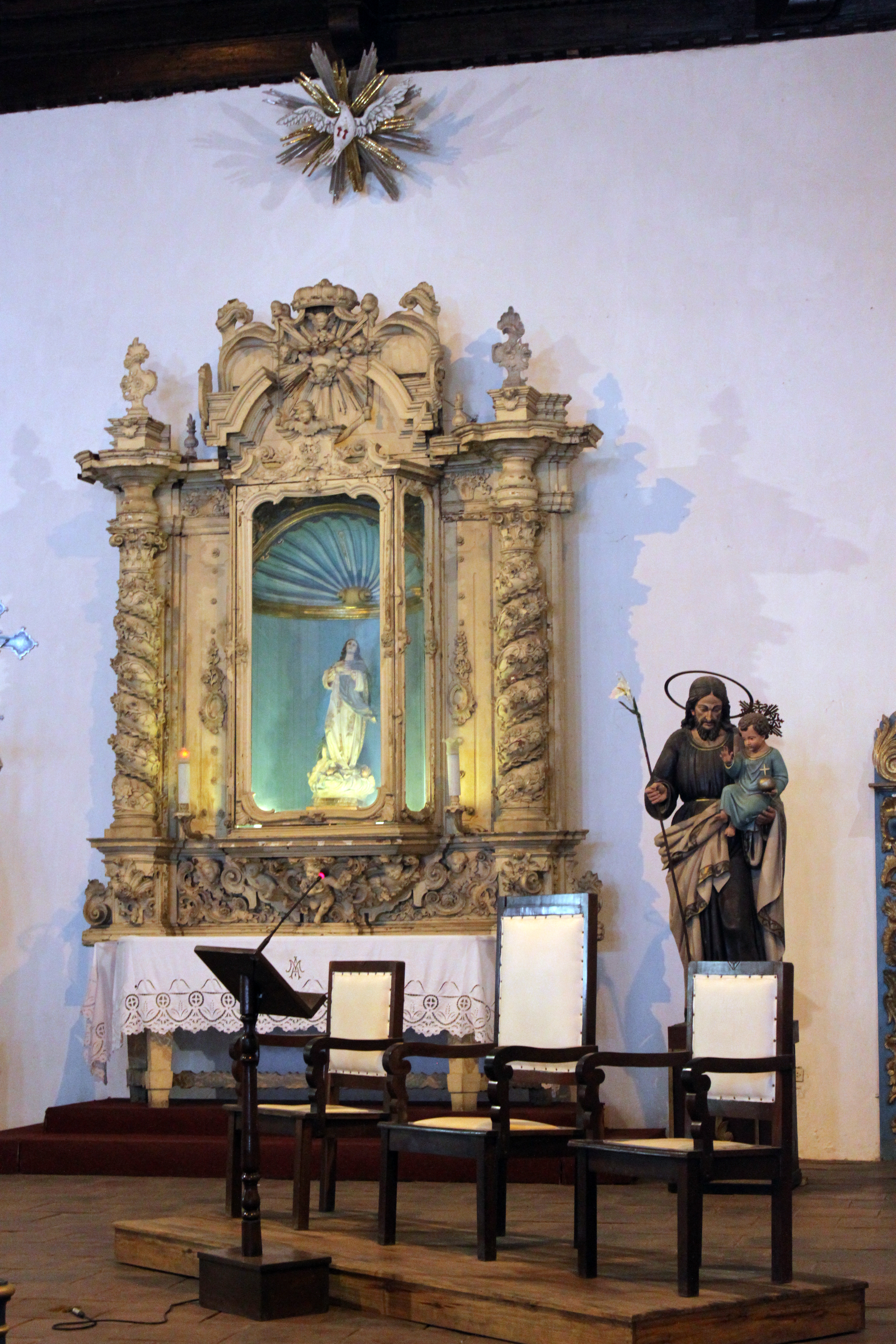